# Hyophila macrocarpa
Hyophila macrocarpa là một loài rêu trong họ Pottiaceae. Loài này được (Schimp.) Kindb. mô tả khoa học đầu tiên năm 1888.